# The Red Ghost
The Red Ghost (russisk: Красный призрак) er en russisk spillefilm fra 2021 af Andrej Bogatyrjov.

## Medvirkende
- Aleksej Sjevtjenkov
- Vladimir Gostjukhin
- Jura Borisov
- Polina Tjernysjova som Vera
- Wolfgang Cerny som Braun